# Wilhelm Keppler
Wilhelm Karl Keppler (Heidelberg, Imperio Alemán; 14 de diciembre de 1882 - Friedrichshafen, Alemania Occidental; 13 de junio de 1960) fue un empresario alemán de clase media, político nazi y SS Obergruppenführer (general). Fundó el Circulo de Keppler que lleva su nombre, que estableció contactos entre Adolf Hitler y los industriales.

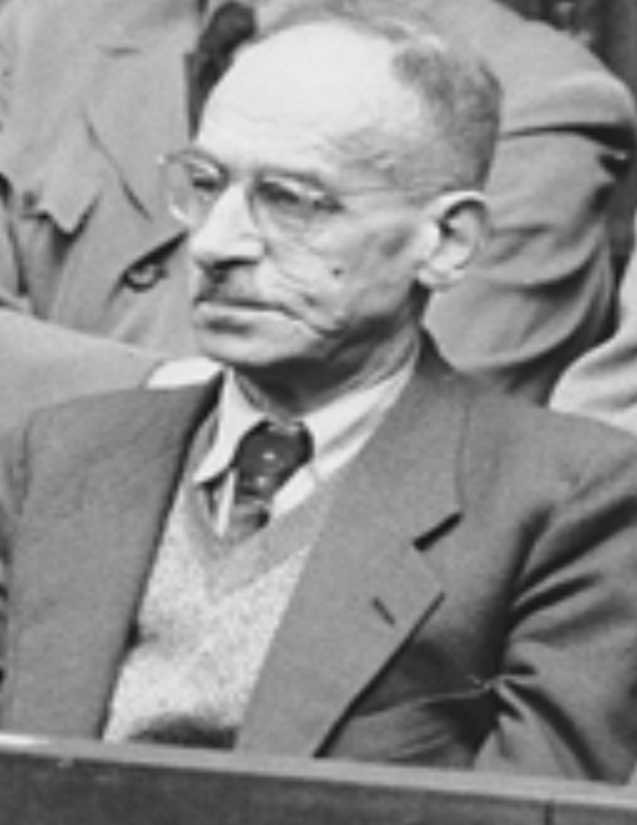
Wilhelm Keppler en el banquillo durante los juicios de Núremberg

## Su vida
Keppler estudió ingeniería mecánica en TH Karlsruhe y en el Politécnico de Dánzig. Durante este tiempo se unió al Cuerpo Frisia Karlsruhe y Báltica Danzig. Desde 1921 fue uno de los dos directores bajo un director general y copropietario de Odin-Werke en Eberbach, en el norte de Baden, una planta para la producción de gelatina fotográfica en la que la subsidiaria británica de la compañía estadounidense Eastman Kodak tenía una participación del 50 por ciento. Sin embargo, renunció a este puesto el 1 de abril de 1932, para formar un grupo de apoyo al NSDAP formado por hombres de negocios por sugerencia de Adolf Hitler, el llamado “Studienkreis für Wirtschaftsfragen” o "Círculo de Keppler". 

## Keppler y el Partido Nazi
Se había unido al NSDAP en 1927 (número de miembro 62.424). En marzo de 1928 organizó un discurso de Hitler frente a 650 industriales en Heidelberg, al que envió 800 invitaciones. En su círculo, reunió principalmente a pequeños empresarios y banqueros a su alrededor, pero no pudo ganarse a los representantes de la gran industria. El objetivo del círculo era asesorar al Hitler económicamente inexperto sobre cuestiones económicas y promover el surgimiento del NSDAP. Al principio, Keppler entabló una rivalidad con Hjalmar Schacht, quien trató de establecer un organismo similar, pero finalmente trabajó en el círculo de Keppler a pedido de Hitler. La influencia del círculo sobre Hitler siguió siendo marginal. La unión solo adquirió importancia histórica una vez, cuando Keppler y el banquero Kurt Freiherr von Schröder establecieron el contacto entre Hitler y Franz von Papen, que eventualmente conduciría a la transferencia del poder a los nacionalsocialistas.
Keppler se convirtió en miembro del Reichstag por el distrito electoral de Baden en las elecciones de marzo de 1933 y también se le otorgó un puesto, aunque influyente, como "Comisionado de Asuntos Económicos" en la Cancillería del Reich. En el mismo año fue miembro de la delegación alemana en la Conferencia Económica Mundial en Londres. En 1933, Keppler fue uno de los miembros fundadores de la Academia Nacionalsocialista de Derecho Alemán Hans Frank. Se unió a las SS (SS No. 50.816), en las que fue ascendido a Standartenfuhrer el 21 de marzo de 1933, a Oberfuhrer el 23 de agosto de 1933, a Brigadefuhrer el 30 de enero de 1935 y a Gruppenfuhrer el 13 de septiembre de 1936. Después de que Ribbentrop fuera nombrado Ministro de Relaciones Exteriores, se convirtió en Secretario de Estado para Tareas Especiales en el Ministerio de Relaciones Exteriores el 19 de marzo de 1938. Como tal, jugó un papel decisivo en la destrucción de Checoslovaquia. Keppler participó en el llamado Anschluss de Austria al llevar a cabo las instrucciones de Göring en Viena. De marzo a junio de 1938, después de la anexión, se desempeñó como Comisionado del Reich en Austria. También participó en la incorporación de Dánzig en 1939.
Después de la "toma del poder", Keppler hizo esfuerzos intensos pero en gran parte infructuosos para impulsar los planes del partido para la autosuficiencia en la industria alemana. Ante los masivos problemas de balanza de pagos alemanes, pero sobre todo por el armamento que se perseguía de manera forzada desde 1934, instó al sector privado a sustituir las importaciones extranjeras por materias primas nacionales: en noviembre de 1934 recibió el "pedir materias primas alemanas" a Adolf Hitler, en cuyo contexto él y sus empleados Paul Pleiger, Oskar Gabel y Wilhelm Peter Lillig presionaron a la industria minera alemana para aumentar la producción extremadamente cara de mineral de hierro doméstico. Sin embargo, la oficina de Keppler fracasó con su proyecto debido al ministro de Economía del Reich, Hjalmar Schacht, y su colega, Oberberghauptmann Heinrich Schlattmann, quienes estaban preocupados por la competitividad internacional de la industria alemana. Después del anuncio del Plan Cuatrienal en el otoño de 1936, a Keppler no se le otorgó ninguna responsabilidad central en la organización del Plan Cuatrienal establecida por Hermann Göring, pero se le engañó con un puesto insignificante en la Oficina de Materias Primas Alemanas. encabezado por Fritz Löb. Fue responsable de las áreas de trabajo "Investigación en suelo alemán" y "Grasas y aceites industriales" (incluyendo la producción de grasas sintéticas a partir de carbón mediante oxidación de parafina). 
Keppler fue presidente de la junta directiva de Braunkohle Benzin AG, más tarde miembro de la junta directiva de Continentale Öl AG (Conti-Oil). A principios de 1937 se convirtió en jefe de la oficina central de las organizaciones de política económica del NSDAP y en 1939 presidente de la Oficina del Reich y más tarde de la Oficina del Reich para la Investigación del Suelo. Su círculo pasó a llamarse "Freundeskreis Reichsfuhrer SS" y recaudó fondos para las SS, especialmente durante la guerra. El 30 de enero de 1942, Keppler fue nombrado SS Obergruppenführer. Durante la Segunda Guerra Mundial, Himmler lo puso al frente de numerosas empresas confiscadas por las SS en la Polonia ocupada y la URSS, cuyos trabajadores, a menudo forzados, eran tratados con gran brutalidad. Como presidente del consejo de supervisión de Deutsche Umsiedlungs-Treuhand-Gesellschaft mbH, compartió la responsabilidad de las deportaciones masivas.

## Después de la guerra
Tras el final de la Segunda Guerra Mundial, en el juicio de Wilhelmstrasse en Núremberg, fue sentenciado a 10 años de prisión el 14 de abril de 1949, pero el 1 de febrero de 1951 el Alto Comisionado de los Estados Unidos lo indultó y lo liberó de la prisión para criminales de guerra de Landsberg. Más tarde trabajó en la fábrica de motores de Felix Wankel en Lindau.

## Obras sobre su vida
- Eckart Conze, Norbert Frei, Peter Hayes y Moshe Zimmermann: Das Amt und die Vergangenheit. Deutsche Diplomaten im Dritten Reich und in der Bundesrepublik. Múnich, 2010.
- Matthias Riedel: Keppler, Wilhelm. En: Neue Deutsche Biographie (NDB). Berlín, 1977.
- Wolf-Ingo Seidelmann: »Eisen schaffen für das kämpfende Heer!« Die Doggererz AG – ein Beitrag der Otto-Wolff-Gruppe und der saarländischen Stahlindustrie zur nationalsozialistischen Autarkie- und Rüstungspolitik auf der badischen Baar. Múnich, 2016.
- Wolfgang Zdral: Der finanzierte Aufstieg des Adolf H. Viena, 2002.